# Les Amours de Manon Lescaut
Pour les articles homonymes, voir Manon Lescaut (homonymie).
Pour plus de détails, voir Fiche technique et Distribution.
Les Amours de Manon Lescaut (Gli amori di Manon Lescaut) est un mélodrame historique franco-italien réalisé par Mario Costa et sorti en 1954.
Il est adapté du roman Manon Lescaut (1731) d'Antoine François Prévost, qui a été adapté au cinéma à plusieurs reprises.

## Synopsis
Sous le règne du roi Louis XV, un jeune étudiant parisien, Henri Des Grieux, rencontre sa charmante cousine, Manon Lescaut. Celle-ci se rend au couvent d'Amiens pour prononcer ses vœux.

## Fiche technique
Sauf indication contraire, les informations mentionnées dans cette section peuvent être confirmées par la base de données cinématographiques Unifrance,  présente dans la section « Liens externes ».
- Titre français : Les Amours de Manon Lescaut[1]
- Titre original italien : Gli amori di Manon Lescaut[2]
- Réalisateur : Mario Costa
- Scénario : Mario Costa, Tullio Pinelli, Jacques Sigurd, Alberto Albani Barbieri (it), Giuseppe Zucca
- Photographie : Anchise Brizzi
- Montage : Otello Colangeli
- Musique : Renzo Rossellini
- Décors : Emilio D'Andria
- Costumes : Giancarlo Bartolini Salimbeni (it)
- Maquillage : Romolo De Martino
- Production : Ulderico Sciaretta, Pasquale Tagliaferri
- Sociétés de production : Francinex, Rizzoli Film, Royal Film
- Sociétés de distribution : Dear Films (Italie) ; Les Films Fernand Rivers (France)
- Pays de production :  Italie -  France
- Langue originale : italien
- Format : Couleur - 1,37:1 - Son mono - 35 mm
- Durée : 90 minutes
- Genre : Mélodrame historique
- Dates de sortie :
  - Italie : 28 décembre 1954
  - France : 2 novembre 1955[1]

## Distribution
- Myriam Bru : Manon Lescaut
- Franco Interlenghi : Enrico de Grieux
- Roger Pigaut : André Lescaut
- Aldo Silvani : Comte de Grieux
- Marisa Merlini : Elisa
- Paolo Poli : Tiberge
- Louis Seigner : duc de Forchamps
- Jacques Castelot : Marquis de Boysson
- Nerio Bernardi : Baron de Forté
- Lily Granado : Adriana
- Franco Scandurra (en) : Chatodoux
- Peter Trent : Comte de Loisy
- Franco Pesce (en) : John
- Georges Bréhat : Baron Player
- Olga Solbelli : religieuse de prison
- Nico Pepe : bijoutier
- Luigi Pavese : marchand réfléchi
- Ugo Sasso : gendarme
- Lia Reiner : logeuse

## Production
Le film, l'une des nombreuses adaptations à l'écran du roman de Prévost, fait partie des mélodrames sentimentaux larmoyants alors très en vogue auprès du public italien, rebaptisés plus tard par les critiques « neorealismo d'appendice ».
Fruit d'une coproduction italo-française, il a été tourné à l'automne 1954 dans les studios Rizzoli Film à Rome pour les intérieurs, dans les provinces de Viterbe et de Latina en Italie et à Paris pour les extérieurs.